# Zaglyptus semirufus
Zaglyptus semirufus är en stekelart som beskrevs av Setsuya Momoi 1970. Zaglyptus semirufus ingår i släktet Zaglyptus och familjen brokparasitsteklar. Utöver nominatformen finns också underarten Z. s. marginatus.